# Idaea agrostemmata
Idaea agrostemmata är en fjärilsart som beskrevs av Achille Guenée 1858. Idaea agrostemmata ingår i släktet Idaea och familjen mätare. Inga underarter finns listade i Catalogue of Life.